# Dolichotis
Dolichotis là một chi thuộc họ Chuột lang, bộ Gặm nhấm. Chúng là đại diện duy nhất còn tồn tại của phân họ Dolichotinae. Những họ hàng lớn của chuột lang nhà này phổ biến ở thảo nguyên Patagonia của Argentina, nhưng cũng sống ở Paraguay và các nơi khác ở Nam Mỹ. Chúng là loài gặm nhấm lớn thứ tư trên thế giới, sau chuột lang nước, hải ly và nhím lông, đạt chiều cao khoảng 45 cm.

## Từ nguyên
Dolichotis có nghĩa là "tai dài" (từ dolicho- "dài" và ōt- "tai") trong tiếng Hy Lạp cổ đại.

## Mô tả
Chúng có thân hình chắc nịch, ba ngón có vuốt nhọn ở bàn chân sau và bốn ngón ở bàn chân trước. Chúng được mô tả là có ngoại hình giống những con thỏ có chân dài. Chúng có thể chạy với tốc độ lên đến 29 km/h, và có thể nặng hơn 11 kg khi trưởng thành.
Đa số chúng đều có đầu và thân màu nâu, bộ lông sẫm màu (gần như đen) với viền trắng xung quanh gốc và bụng màu trắng.
Chúng có thể nhảy nhanh, theo kiểu thỏ, phi nước đại hoặc tung tăng bằng bốn chân. Chúng đã được biết là có thể nhảy lên đến 1,8 m.
Chúng giao phối suốt đời, và có thể có từ một đến ba con mỗi năm. Con non phát triển tốt và có thể bắt đầu ăn cỏ trong vòng 24 giờ. Chúng sử dụng một hệ thống trong trẻ, trong đó một cặp con trường thành trông nom tất cả những con non trong hệ thống. Nếu chúng phát hiện ra mối nguy hiểm, con non sẽ lao xuống dưới mặt đất vào một cái hang, và con trưởng thành thì buộc phải chạy trốn.

## Các loài
Hai loài còn tồn tại và đã tuyệt chủng được công nhận:
| Hình ảnh | Tên khoa học          | Tên thường gọi     | Phân bố                         |
| -------- | --------------------- | ------------------ | ------------------------------- |
|          | Dolichotis patagonum  | Chuột lang Patagon | Argentina                       |
|          | Dolichotis salinicola | Chuột lang Chacoan | Argentina, Paraguay, và Bolivia |

Các loài hóa thạch
- †D. intermedia Ameghino, 1889
- †D. platycephala Ameghino, 1889

Hóa thạch được biết đến từ Argentina:
- Montehermosan
  - Hệ tầng Andalhuala
- Huayquerian
  - Hệ tầng Chiquimil
- Chapadmalalan
  - Hệ tầng Barranca de los Lobos
  - Hệ tầng San Andrés
- Ensenadan
  - Hệ tầng Vorohué
  - Hệ tầng Yupoí
- Lujanian
  - Hệ tầng Luján

## Tương tác với con người
Chuột lang Patagon thường được nuôi trong các vườn bách thú hoặc làm vật nuôi, và còn được gọi là "thỏ đồng Patagonia". Chúng có thể khá hòa đồng với con người nếu được nuôi dưỡng với sự tương tác của con người từ khi còn nhỏ, mặc dù chúng tránh xa con người trong tự nhiên. Chúng thậm chí có thể thay đổi thói quen từ đi ra ngoài vào ban ngày sang sống về đêm, chỉ đơn giản là để tránh giao tiếp xã hội.

## Hình ảnh

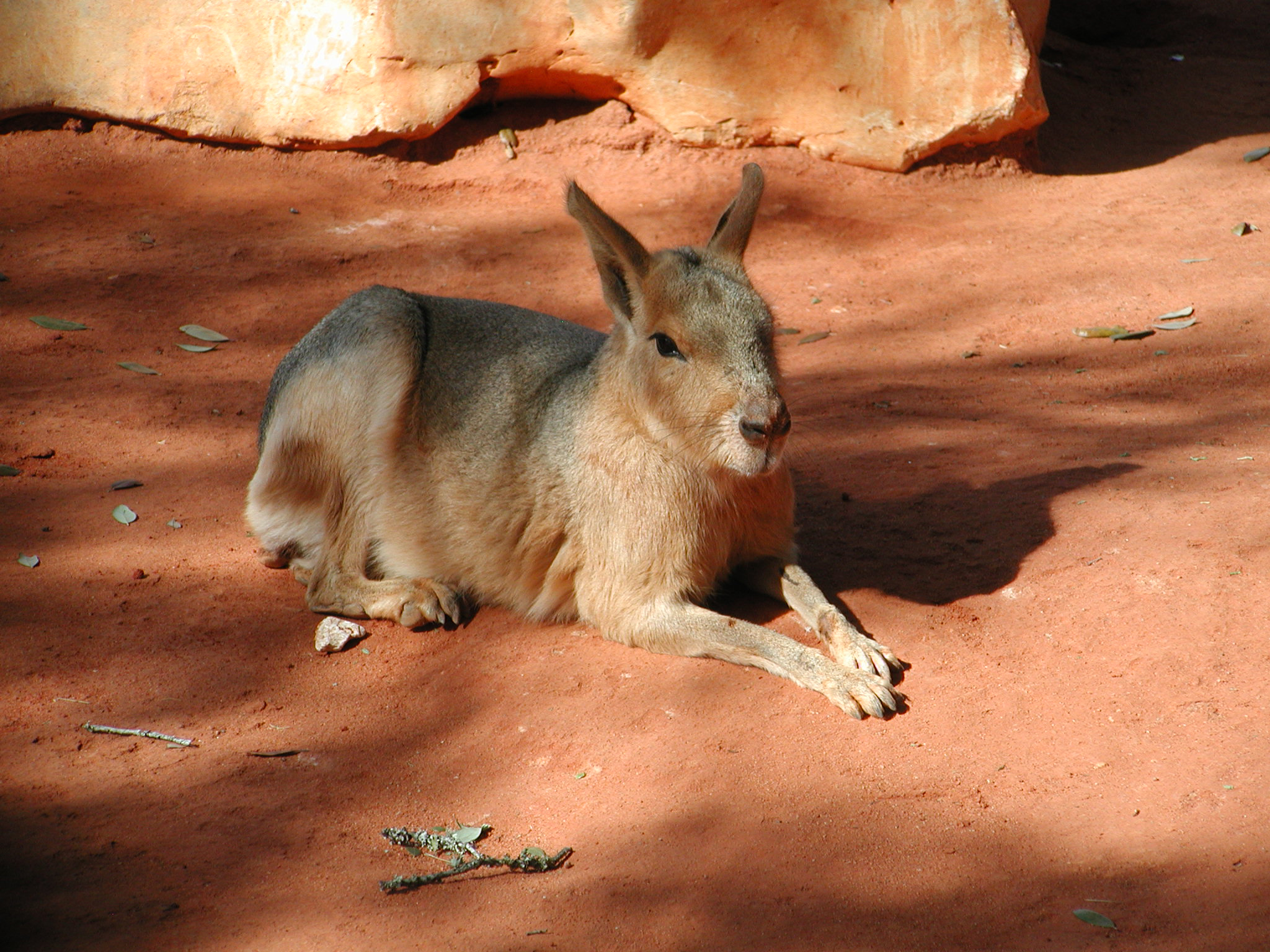
Chuột lang Patagon tại Trang trại Động vật Hoang dã ở San Antonio, TX
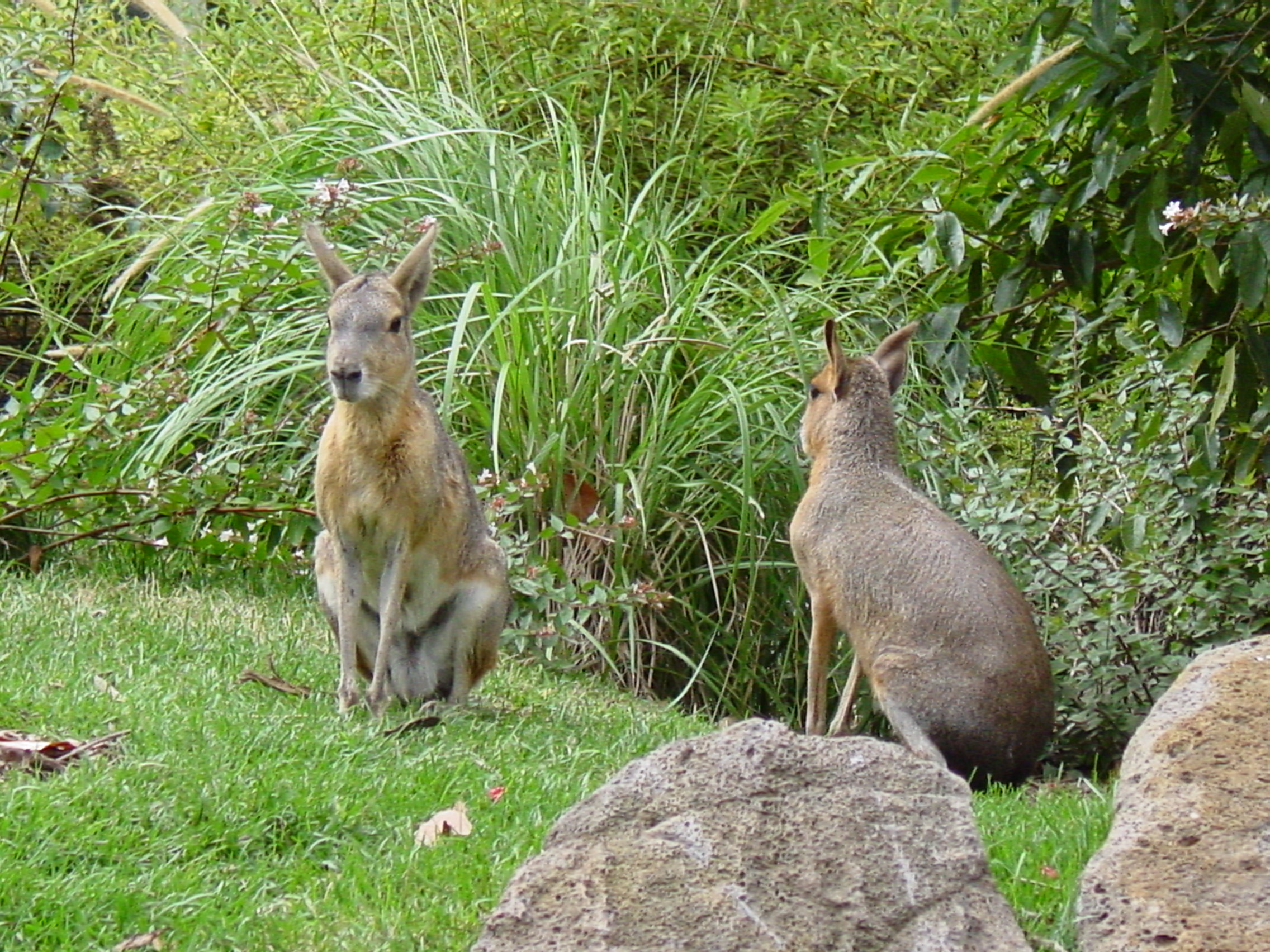
Một cặp chuột lang Patagon ở Sở thú Melbourne.
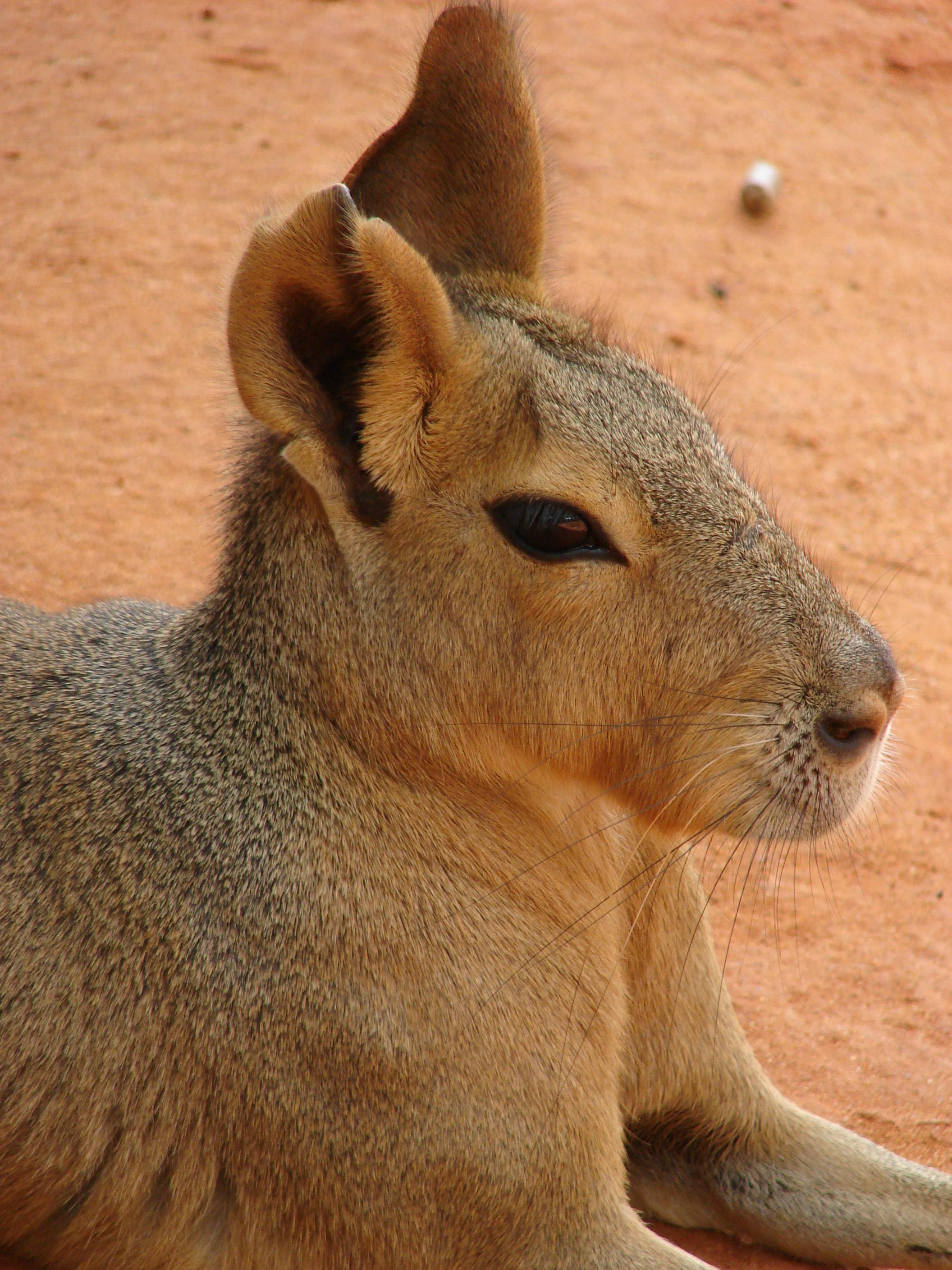
Cận cảnh một con chuột lang Patagon
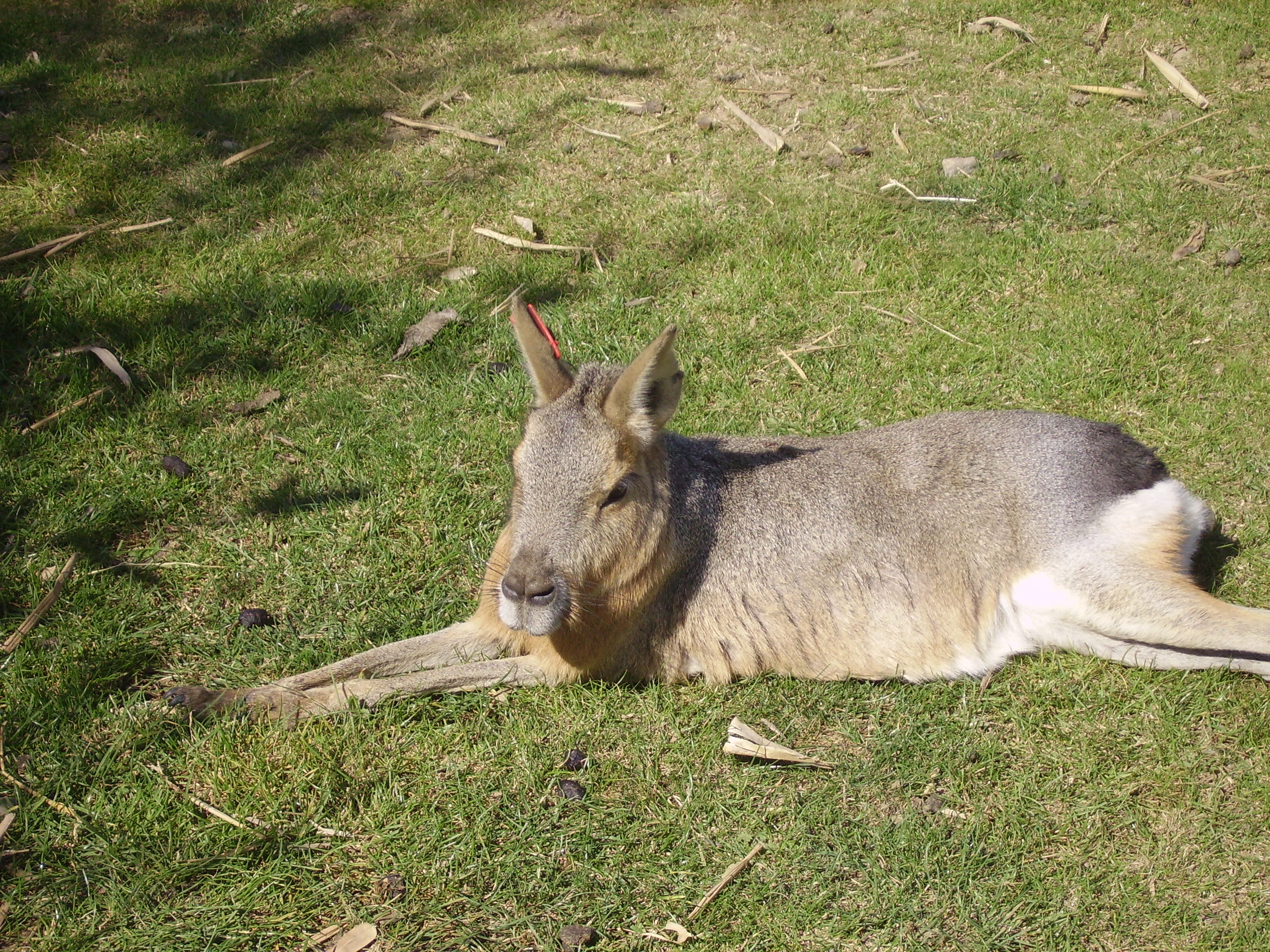
Tại Tropical Wings